# 珍妮特·辛普森
珍妮特·辛普森（英語：Janet Simpson，1944年9月2日—2010年3月14日），英国女子田径运动员。她曾代表英国参加1964年、1968年和1972年夏季奥林匹克运动会田径比赛，其中1964年奥运会获得一枚铜牌。